# Френк Макейвенні
Френк Макейвенні (англ. Frank McAvennie, нар. 22 листопада 1959, Глазго) — шотландський футболіст, що грав на позиції нападника.
Виступав, зокрема, за клуби «Селтік» та «Вест Гем Юнайтед», а також національну збірну Шотландії, у складі якої був учасником чемпіонату світу 1986 року.

## Клубна кар'єра
У дорослому футболі дебютував 1980 року виступами за команду «Сент-Міррен», в якій провів п'ять сезонів, взявши участь у 135 матчах чемпіонату, забивши 48 голів.
У червні 1985 року за 340 000 фунтів стерлінгів Макейвенні перейшов у англійський «Вест Гем Юнайтед». Він дебютував у Першому дивізіоні 17 серпня 1985 року в грі проти «Бірмінгем Сіті» (1:0) і загалом за сезон 1985/86 у 41 іграх чемпіонату забив 26 голів, ставши найкращим бомбардиром команди і допоміг їй посісти 3-тє місце у чемпіонаті, найкраще в історії команди. Втім наступний сезон був менш успішним, оскільки «молотобійці» посіли 15 місце, а Макейвенні забив лише сім голів у 36 іграх чемпіонату та 11 у 47 іграх у всіх змаганнях.
2 жовтня 1987 року за рекордну суму в розмірі £ 750 000 Макейвенні перейшов у «Селтік» з рідного Глазго. Більшість часу, проведеного у складі «Селтіка», був основним гравцем атакувальної ланки команди і одним з головних бомбардирів команди, маючи середню результативність на рівні 0,49 гола за гру першості і 1988 року, на сторічний ювілей клубу виборов з командою титул чемпіона Шотландії та здобув Кубок Шотландії.
У березні 1989 року за рекордні 1,25 млн фунтів стерлінгів Френк повернувся до «Вест Гем Юнайтед». Втім другий прихід до лондонського клубу виявився менш вдалим — Макейвенні не забив жодного голу у чемпіонаті до кінця сезону 1988/89, за результатами якого команда посіла 19 місце і вилетіла до другого дивізіону. А там в першому ж матчі нового сезону шотландець у грі зі «Сток Сіті» отримав перелом ноги, залишившись поза грою до березня наступного року. Лише на сезон 1990/91 Макейвенні повноцінно відновився і забивши 10 голів у 34 іграх другого дивізіону допоміг команді посісти 2 місце і повернутись до вищого дивізіону. Крім того клуб того року вийшов у півфінал Кубка Англії. Втім у елітному дивізіоні «молотобійці» знову виступили невдало, посівши останнє 22 місце, а шотландець провів всього шість голів за 20 ігор чемпіонату.
Влітку 1992 року Макейвенні у статусі вільного агента перейшов у «Астон Віллу», але програв конкуренцію Діну Сондерсу, через що у січні 1993 року знову приєднався до «Селтіка». Втім цього разу команді не вдалося здобути жодного трофею, а в кінцівці сезону 1993/94 Френк знову повернувся до Англії, провівши 7 ігор у Прем'єр-лізі за «Свіндон Таун», але не зумів врятувати команду від вильоту.
Влітку 1995 року Френк став гравцем «Фолкерка», за який двічі забив у трьох іграх вищого дивізіону, після чого покинув «еліту» і повернувся в «Сент-Міррен» 14 жовтня 1994 року, що виступав у другому дивізіоні. Там до кінця сезону Макейвенні зіграв у 7 іграх, після чого у віці 35 років завершив ігрову кар'єру.

## Виступи за збірну
20 листопада 1985 року дебютував в офіційних іграх у складі національної збірної Шотландії у матчі плей-оф до чемпіонату світу 1986 року проти Австралії (2:0), забивши на 59 хвилині гол. У грудні Френк зіграв і у матчі-відповіді, який завершився внічию 0:0 і вивів команду на «мундіаль».
Наступного року у складі збірної був учасником чемпіонату світу 1986 року у Мексиці. Там він зіграв у поєдинках з Данією (0:1) та Західною Німеччиною (1:2), а Шотландія вилетіла після групового етапу.
Свій останній, п'ятий матч, Макейвенні провів проти Саудівської Аравії (2:2) в лютому 1988 року в Ер-Ріяді.

## Титули і досягнення
- Чемпіон Шотландії (1):

«Селтік»: 1987/88
- Володар Кубка Шотландії (1):

«Селтік»: 1987/88